# 후루카와 기이치로
후루카와 기이치로(古川 麒一郎, ふるかわ きいちろう, 1929.7.22.~2016.6.29.)는 일본의 천문학자이다.
소행성 2271 기소를 시작으로, 나가노현 기소군 기소정에 위치한 도쿄 대학교 소속 기소 관측소에서 고사이 히로키와 함께 92개의 소행성을 발견했다.
카를 빌헬름 라인무트는 그를 기려 1929년에 발견한 소행성에 3425 후루카와라는 이름을 붙였다.